# Strizivojna
Strizivojna es un municipio de Croacia en el condado de Osijek-Baranya.

## Geografía
Se encuentra a una altitud de 82 m s. n. m. a 234 km de la capital nacional, Zagreb.

## Demografía
En el censo 2011 el total de población del municipio fue de 2 525 habitantes, distribuidos en las siguientes localidades:
- Merolino Sikirevačko - 0
- Strizivojna - 2 525

| Gráfica de población de Strizivojna 1857-2011                       |
|                                                                     |
| Según los censos de población de la oficina estadística de Croacia. |